# لتاورتش
لتاورتش (به مجاری:  Létavértes) یک منطقهٔ مسکونی در مجارستان است که در ناحیه درچکه واقع شده‌است. لتاورتش ۱۱۶٫۶۲ کیلومتر مربع مساحت و ۷٬۰۶۱ نفر جمعیت دارد.

## خواهرخوانده
شهر سکوئه خواهرخواندهٔ لتاورتش هست.